# Carl Philipp von Wrede
Pour les articles homonymes, voir Wrede.
Carl Philipp Joseph von Wrede, né le 29 avril 1767 à Heidelberg et mort le 12 décembre 1838 à Ellingen, dans le royaume de Bavière, est un feld-maréchal bavarois de la Révolution et de l'Empire.

## Biographie

### Un officier bavarois
D'une famille noble, il est le plus jeune des trois enfants de Ferdinand-Joseph, baron de Wrede, conseiller intime et secrétaire de la cour suprême.
Carl Philipp fait ses études dans sa ville natale. Destiné à l'administration forestière, il préfère la carrière de la magistrature dans le Palatinat électoral, et est d'abord conseiller à Mannheim puis, en 1792, assesseur à la Haute Cour d'Heidelberg.
La guerre qui éclate entre la France et l'Autriche le fait appeler par le prince de Hohenlohe aux fonctions de commissaire civil dans le Palatinat. Il suit en cette qualité, de 1793 à 1798, les armées de Wurmser, du duc Albert et de l'archiduc Charles dans les États italiens et allemands, et prend souvent une part directe aux opérations militaires.
Ses services le font élever au grade de colonel en 1795. À l'ouverture de la campagne de 1799, il lève un corps de volontaires du Palatinat électoral qu'il conduit à l'archiduc Charles. Ce corps se distingue tout au long de cette campagne, notamment lors du combat de Memmingen où il commande l'avant-garde. Sa conduite lui vaut, le 15 mai 1800, le grade de major-général. La même année, au cours de la bataille de Hohenlinden, une des brigades d'infanterie du Palatinat qu'il commande protège avec brio la retraite des troupes impériales de Kray sur Ulm.
Après la signature de la paix de Lunéville, il se consacre à l'organisation de l'armée bavaroise, qui commence une période de réformes. Wrede se rend très populaire et se trouve bientôt appelé à devenir un des meilleurs lieutenants de Napoléon Ier, lorsque celui-ci, détachant la Bavière de l'alliance autrichienne, en a fait son fidèle auxiliaire jusqu'en 1813.

### Sous les drapeaux de Napoléon
Promu au grade de lieutenant général le 28 septembre 1804 et placé à la tête des troupes bavaroises, auxiliaires des françaises lors de la campagne de 1805, Wrede doit soutenir, à la fin de cette année-là, la première attaque de l'Autriche. Il adresse alors à ses soldats une proclamation qu'il termine ainsi : « Il faut vaincre ou mourir aux portes de Munich ». Il se joint au corps de Bernadotte, et, lancé à la poursuite des Autrichiens, leur fait 1 400 prisonniers.
Après la paix de Presbourg, il commande l'une des provinces bavaroises. En 1805, le général Karl Mack, ayant traversé en poste la Bavière pour retourner à Vienne, rencontre le général Wrede aux avant-postes près de l'Inn. Ils ont une longue conversation sur la manière dont les Français traitent l'armée bavaroise.
« Nous sommes mieux qu'avec vous, lui dit le général Wrede, nous n'avons ni morgue, ni mauvais traitements à essuyer, et loin d'être exposés aux premiers coups, nous sommes obligés de demander les postes périlleux, parce que les Français se les réservent de préférence. Chez vous, au contraire, nous étions envoyés partout où il y avait de mauvaises affaires à essuyer. »
Récompensé en 1806 par le titre de grand officier de la Légion d'honneur, il coopère en 1807 aux sièges de plusieurs places prussiennes, et en particulier celle de Dantzig.
En 1808 et 1809, il est chargé de plusieurs opérations de pacification dans le Tyrol, récemment cédé à la Bavière. Les hostilités s'étant rallumées en 1809, Wrede seconde le prince royal dans le combat livré en avant de Munich.

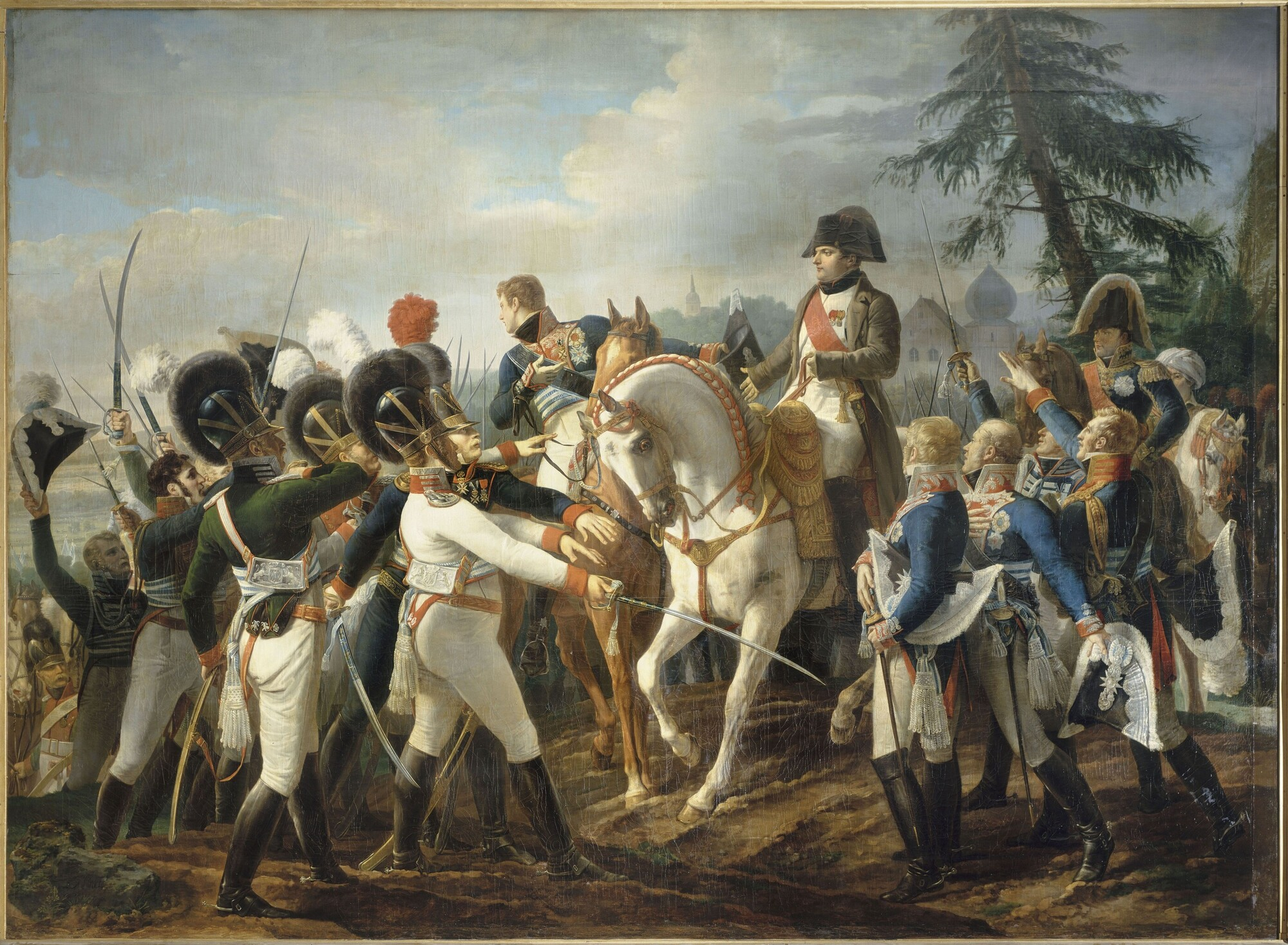
harangue les troupes bavaroises et wurtembourgeoises à Abensberg, 20 avril 1809 (Jean-Baptiste Debret).

Après plusieurs actions partielles, qui sont en général à l'avantage des Bavarois, s'engage le 20 avril 1809, la bataille d'Abensberg, où le général de Wrède se distingue devant le pont de Siegenburg. Il est cité avec éloges dans le premier bulletin. Huit drapeaux, douze pièces de canon et 18 000 prisonniers tombent au pouvoir des troupes bavaroises et wurtembergeoises, que Napoléon commande en personne. Wrede occupe d'abord la position de Straubing, puis celle de Neustadt, où il est rejoint par la deuxième division bavaroise, sous les ordres du général Bernard Erasme von Deroy, après la bataille de Landshut le 21 avril 1809. Le 22 avril, il se dirige sur l'Inn à la poursuite des vaincus. Le 27, il reçoit l'ordre de se porter à Lauffen sur la Lutzel, pour tâcher d'atteindre le corps autrichien stationné dans le Tyrol. Ayant en effet joint le lendemain son arrière-garde, il s'empare de ses bagages et lui fait beaucoup de prisonniers. Le jour suivant, il attaque les Autrichiens devant Salzbourg et, à la suite d'un combat très animé, les chasse de leurs positions. Les Bavarois entrent alors dans cette ville pêle-mêle avec les fuyards et l'occupent.
Après avoir assuré les derrières du principal corps de l'armée française en occupant le Tyrol révolté, Wrede fait encore montre de son talent à la prise d'Innsbruck et rejoint Napoléon à temps pour prendre part à la bataille de Wagram, où il est blessé le 6 juin. Récompensé par Napoléon du titre de comte de l'Empire, il parvient à rétablir la paix dans le Tyrol, qui a pris de nouveau les armes.
Napoléon ayant rendu publique une correspondance saisie sur un courrier suédois, quoiqu'il ne soit pas en guerre avec cette puissance, et l'armée bavaroise se trouvant signalée dans une des dépêches de ladite correspondance d'une manière peu honorable, les officiers supérieurs bavarois déclarent qu'ils se regardent tous comme personnellement insultés par le ministre qui a signé cette lettre, et qu'ils l'attaqueront partout où ils pourront le joindre. En effet, un duel a lien entre le général de Wrede et le comte de Duben, chargé d'affaires de Suède à Vienne (Autriche). Aucun des combattants n'est tué ni blessé.
À la tête de la cavalerie bavaroise, Wrede participe en 1812 à la campagne de Russie, lors de laquelle il est successivement attaché au corps d'armée du prince Eugène, à celui de Schwarzenberg en août et enfin à celui d'Oudinot. Il se distingue à la bataille de Valoutina Gora, puis combat à la première bataille de Polotsk en août 1812 : la mort du général Deroy dans cette journée le place à la tête des troupes bavaroises. Il a avec Gouvion-Saint-Cyr quelques démêlés qui laissent dans son âme un profond ressentiment. Il vit toutes les misères de la retraite de Russie. Son corps est un de ceux qui souffrent le plus, et sa cavalerie périt presque tout entière.
Revenu à Munich, il fait d'abord cause commune avec la reine Caroline et le prince de Bavière, toujours hostiles à l'alliance avec la France. Les victoires françaises de Lützen et de Bautzen ralentissent un instant ces intrigues. Wrede se rapproche de Napoléon et lui dévoile même le secret de la défection à demi consommée du royaume de Bavière. L'ambassadeur de France demande alors pour lui la grand-croix de la Légion d'honneur, mais le refus que fait Napoléon réveille le mécontentement de Wrede.

### La Sixième Coalition
Profitant de sa position à la tête de l'armée bavaroise, postée sur l'Inn en face de l'armée autrichienne du prince de Reuss, il entre en pourparlers avec celui-ci, et reçoit de lui la promesse, en cas de défection, d'obtenir le commandement des deux armées. Ces précautions prises, il contribue beaucoup à faire accepter au roi de Bavière le traité de Ried le 8 octobre 1813. C'est Wrede lui-même qui signe ledit traité par lequel le royaume de Bavière renonce à la confédération du Rhin, sépare sa cause de celle de Napoléon Ier et se joint à la Sixième Coalition.
En 1813, la célèbre proclamation de Wrede électrise l'Allemagne et débute par ces paroles historiques :

« Que la France soit la France ! et l'Allemagne l'Allemagne ! Et Wrede, respectant les limites naturelles, demandait que la France s'arrêtât à la rive du Rhin ; son territoire était, disait-il, les 104 départements de la grande République. »

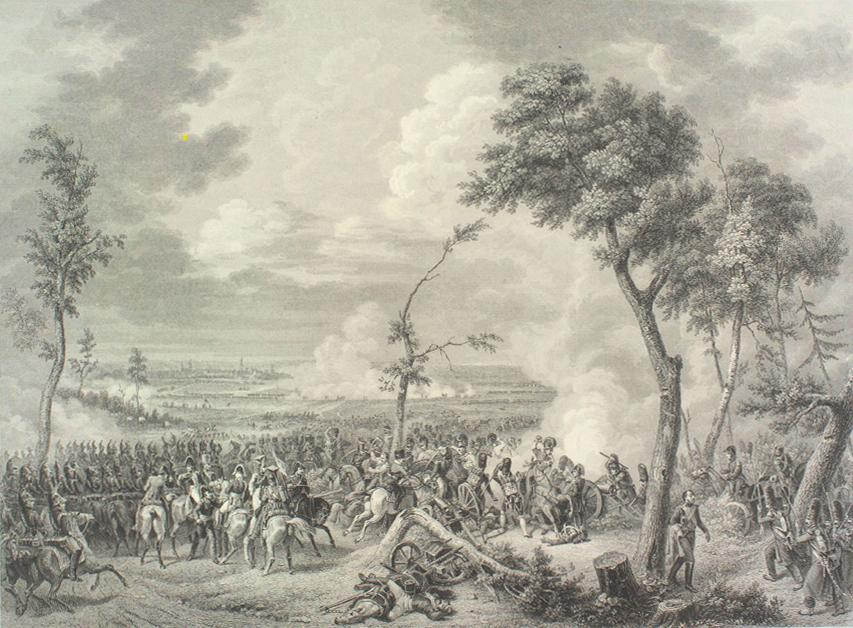
La Bataille de Hanau (d'après la peinture de Horace Vernet (1789-1863), gravé par Samuel Jean Joseph Cholet (1786-1874), et Édouard Girardet.

Dans le dessein de couper à l'armée française la route de Mayence, il occupe avec 43 000 hommes la forte position de Hanau. Attaqué le 30 octobre par Napoléon, qui n'a guère plus de 17 000 hommes, il a rangé son armée dans une plaine, le dos appuyé à la Kinzig. Cette mauvaise disposition fait dire à l'Empereur : « Pauvre de Wrede ! J'ai pu le faire comte, je n'ai pu le faire général ». De Wrede est obligé de repasser la Kinzig en désordre, laissant aux mains des ennemis dix à onze mille hommes, morts ou prisonniers. Le surlendemain, il recommence le combat avec fermeté, échoue encore une fois et perd son gendre, le prince Œttinguen-Spielberg (de). Il reçoit lui-même au bas-ventre une blessure des plus graves. Les journaux français annoncent même sa mort, en même temps qu'ils le signalent comme le principal auteur de la défection de la Bavière. De son côté, Wrede reçoit des marques d'intérêt de plusieurs hauts personnages, notamment du tsar Alexandre, qui lui fait plusieurs visites pendant sa maladie.

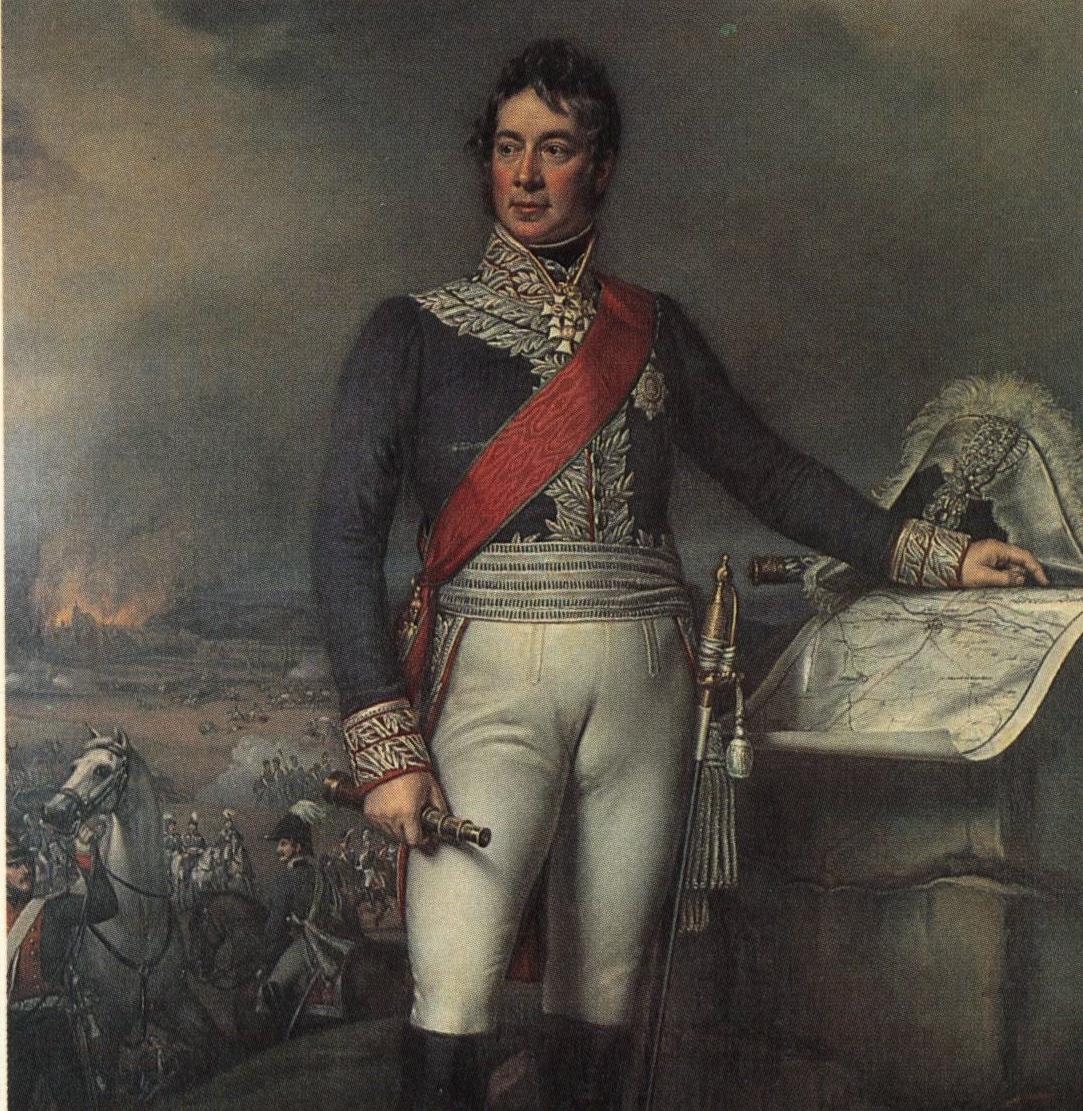
Le feld-maréchal Carl Philipp von Wrede (1815).

Il est cependant assez tôt rétabli pour pouvoir prendre le commandement des Bavarois destinés à former le quatrième corps de l'armée de Schwarzenberg le 21 décembre. Il pénètre en Alsace et bombarde Huningue. Après avoir pris part à la bataille de Brienne le 29 janvier 1814, et s'être emparé de 26 pièces de canon, il assiste à la bataille de La Rothière le 1er février.
Les 13 et 14 février, il marche sur Troyes. Il parvient, avec peine, à inquiéter le petit corps de Marmont, laissé pour protéger la retraite de Napoléon sur Troyes, et obtient quelques succès partiels qui lui coûtent beaucoup d'hommes. Il établit à Troyes son quartier-général. Il franchit la Seine à Bray, où il ne trouve que des gardes nationaux, et s'établit à Nangis le 14 février. De là, il cherche à enlever aux maréchaux Victor et Oudinot les bords de l'Yères, lorsque Napoléon, se retournant brusquement contre l'armée de Schwarzenberg, arrive le 16 à Guignes ; après avoir culbuté Wittgenstein à Mormant le 17 février, l'empereur français chasse les Bavarois de Nangis et bat une de leurs divisions à Villeneuve.
De Wrede reçoit alors de Schwarzenberg, contraint de rétrograder jusqu'à Chaumont, l'ordre de se porter à Bar-sur-Aube afin de couper la route de Troyes à Napoléon. Bien qu'arrêté devant cette ville par la vigoureuse résistance du général Gérard le 27 février, il pousse en avant. Le succès qu'il obtient lui fait recevoir sur le champ de bataille l'ordre de Saint-Georges de 2e classe.
Il conduit à Arcis-sur-Aube la principale attaque dirigée contre le maréchal Ney, et est laissé à Meaux avec le corps de Osten-Sacken pour couvrir la marche des Alliés sur Paris.
À son retour en Allemagne, les services militaires de Wrede sont récompensés par les dignités de feld-maréchal le 7 mars et de prince (fürst), le 9 juin 1814. De plus, son souverain lui fait don du domaine d'Ellingen en Franconie, assorti d'un revenu de 100 000 florins. Au mois d'octobre de la même année, ses blessures s'étant rouvertes mettent ses jours en danger.

### Le retour de l'Empereur

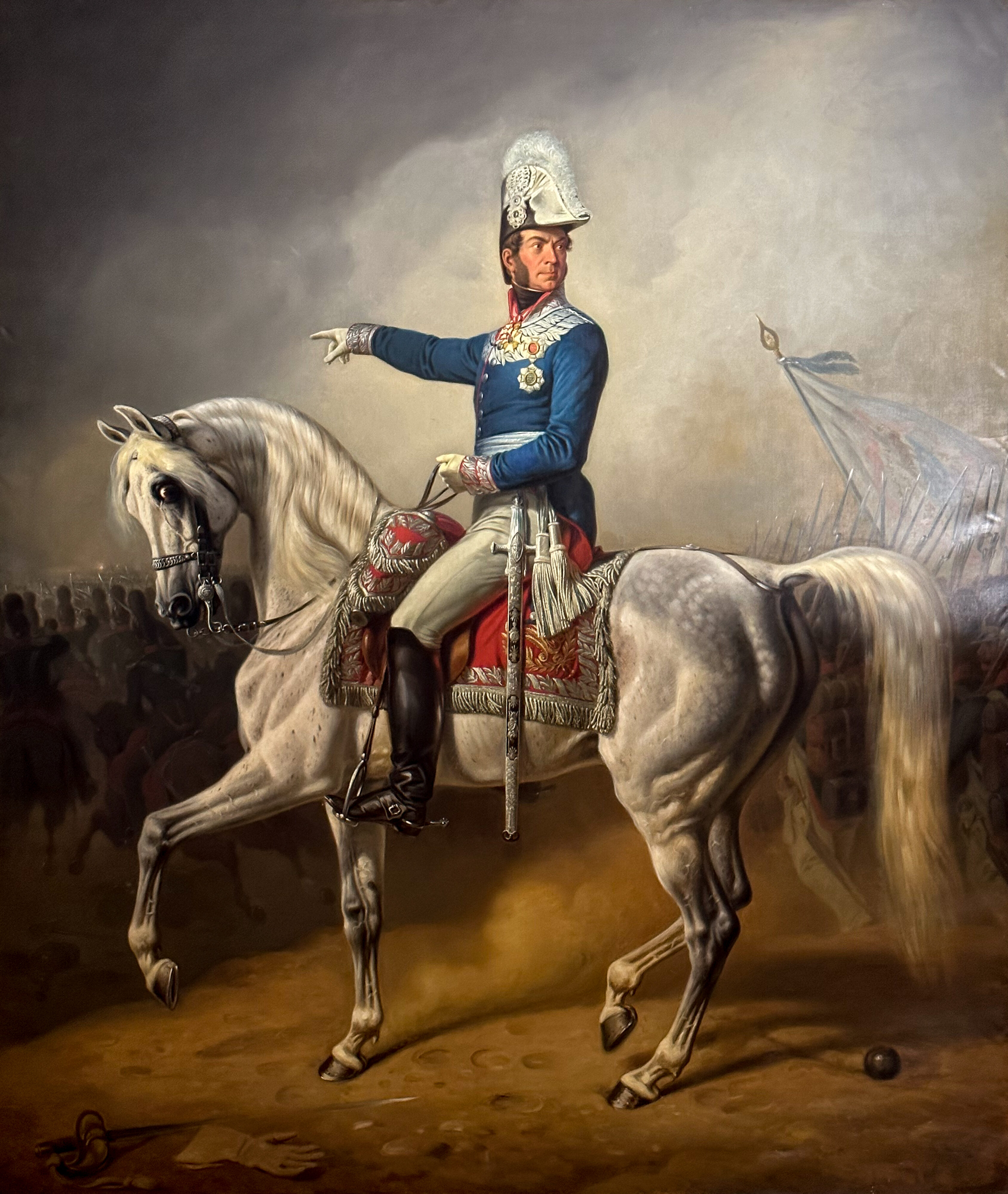
Carl Philipp Fürst Wrede, huile sur toile de Joseph Karl Stieler et Albrecht Adam, vers 1820, (Allemagne).

Le retour de Napoléon de l'île d'Elbe ayant précipité la formation de la Septième Coalition, de Wrede, placé à la tête de l'armée bavaroise, franchit la Sarre le 23 juin pour envahir la Lorraine. Lorsque la bataille de Waterloo met fin aux hostilités, il est nommé gouverneur du Loiret et de l'Yonne. Outre ces deux départements, les troupes bavaroises occupent une grande partie de l'Aube. Durant cette occupation, il faillit être assassiné d'un coup de feu par un jeune homme, auquel il laisse toutefois la vie.
Il reçoit cette année-là la grand-croix de l'ordre du Bain. C'est lui qui représente la Bavière au congrès de Vienne. On a prétendu que dans des discussions diplomatiques qui ont lieu vers ce temps, il a soutenu avec beaucoup d'énergie, et même une sorte de rudesse militaire, vis-à-vis des ministres prussiens, le principe de l'indépendance des États qui ont formé la confédération du Rhin. Il devient membre de la première chambre des États de Bavière.
Il est nommé gouverneur général des départements du Loiret et de l'Yonne le 10 août 1815 et reste dans cette fonction jusqu'au 31 octobre. Il prépare d'abord un camp à Joigny, destiné à accueillir les souverains étrangers, puis, après la renonciation à ce projet, le camp de Chaumont le 1er octobre 1815.
Il est chargé, après la conclusion de la paix, de plusieurs missions importantes par son souverain, auprès duquel il jouit d'un important crédit. On prétend même qu'il contribue à la disgrâce du comte de Montgelas.
Il est appelé, après la révolution de 1830, à réprimer les troubles qui éclatent dans la Bavière rhénane.
L'historien John R. Elting écrit à propos de Wrede qu'il « avait de l'énergie, une présence qui imposait le respect, une certaine habileté tactique, une ambition excessive et une forte inclination à prendre la défense de ses soldats ». Possédant des connaissances très étendues, plein de vigueur et d'activité, ferme et froid au milieu du péril, le prince de Wrede est regardé comme l'un des généraux les plus distingués de son époque, et Napoléon lui témoigne souvent une estime dont il n'était pas prodigue.

## Titres
- Baron de Wrede (Freiherr von Wrede) ;
- Comte de Wrede et de l'Empire (1809) ;
- 1er Prince de Wrede (Fürst von Wrede) (9 juin 1814).

## Décorations
| Grand-croix de l'ordre militaire de Maximilien-Joseph de Bavière | Grand-croix de l'ordre du mérite civil de la Couronne de Bavière | Grand officier de la Légion d'honneur                    | Grand-croix de l'ordre impérial de Léopold |
| Commandeur de l'ordre militaire de Marie-Thérèse                 | Chevalier de l'ordre de Saint-André avec brillants               | Chevalier de l'ordre de Saint-Alexandre Nevski           | Chevalier de l'ordre de Sainte-Anne        |
| Chevalier de 2e classe de l'ordre de Saint-Georges               | Chevalier de l'ordre de l'Aigle noir                             | Grand-croix de l'ordre de Philippe le Magnanime de Hesse | Grand-croix de l'ordre du Bain             |
| Grand-croix de l'ordre militaire de Guillaume des Pays-Bas       |                                                                  |                                                          |                                            |

 Royaume de Bavière
- Ordre militaire de Maximilien-Joseph de Bavière :
  - Grand-croix (1er mars 1806),
  - Grand chancelier (19 octobre 1822) ;
- Ordre du mérite civil de la Couronne de Bavière :
  - Grand-croix (25 juin 1813) ;

 Empire français
- Grand officier de la Légion d'honneur (13 mars 1806) ;

 Empire d'Autriche
- Grand-croix de l'ordre impérial de Léopold (9 novembre 1813) ;
- Commandeur de l'ordre militaire de Marie-Thérèse (9 novembre 1813) ;

 Empire russe
- Chevalier de l'ordre de Saint-André avec brillants (1826).
- Chevalier de l'ordre de Saint-Alexandre Nevski (9 novembre 1813) ;
- Chevalier de l'ordre de Sainte-Anne (16 juillet 1814) ;
- Ordre de Saint-Georges :
  - Chevalier (9 novembre 1813) ;
  - Chevalier de 2e classe (16 février 1814) ;

 Royaume de Prusse
- Chevalier de l'ordre de l'Aigle noir (27 février 1814) ;

 Grand-duché de Hesse
- Grand-croix de l'ordre de Philippe le Magnanime de Hesse (16 juillet 1814) ;

 Royaume-Uni de Grande-Bretagne et d'Irlande
- Grand-croix de l'ordre du Bain (27 juillet 1815) ;

 Pays-Bas
- Grand-croix de l'ordre militaire de Guillaume (27 juillet 1815).

## Hommage, honneurs, mentions…
- Membre d'honneur de l'Académie bavaroise des sciences (1817).
- Son nom est gravé au Befreiungshalle de Kelheim ;
- On donne son nom, le 14 avril 1972 à la caserne munichoise « caserne Prince-Wrede (de) » ;
- Louis Ier de Bavière fait ériger les statues de Wrede à Munich et Heidelberg.
- Son buste est exposé au Ruhmeshalle (Theresienwiese) de Munich
- Le 8 octobre 1844 est inaugurée sa statue sous la Feldherrnhalle.

### Œuvres à son effigie

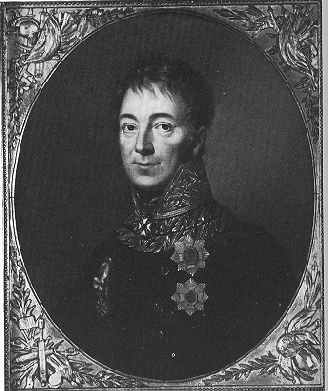
Portrait de Karl Philipp Fürst von Wrede (1767-1838)
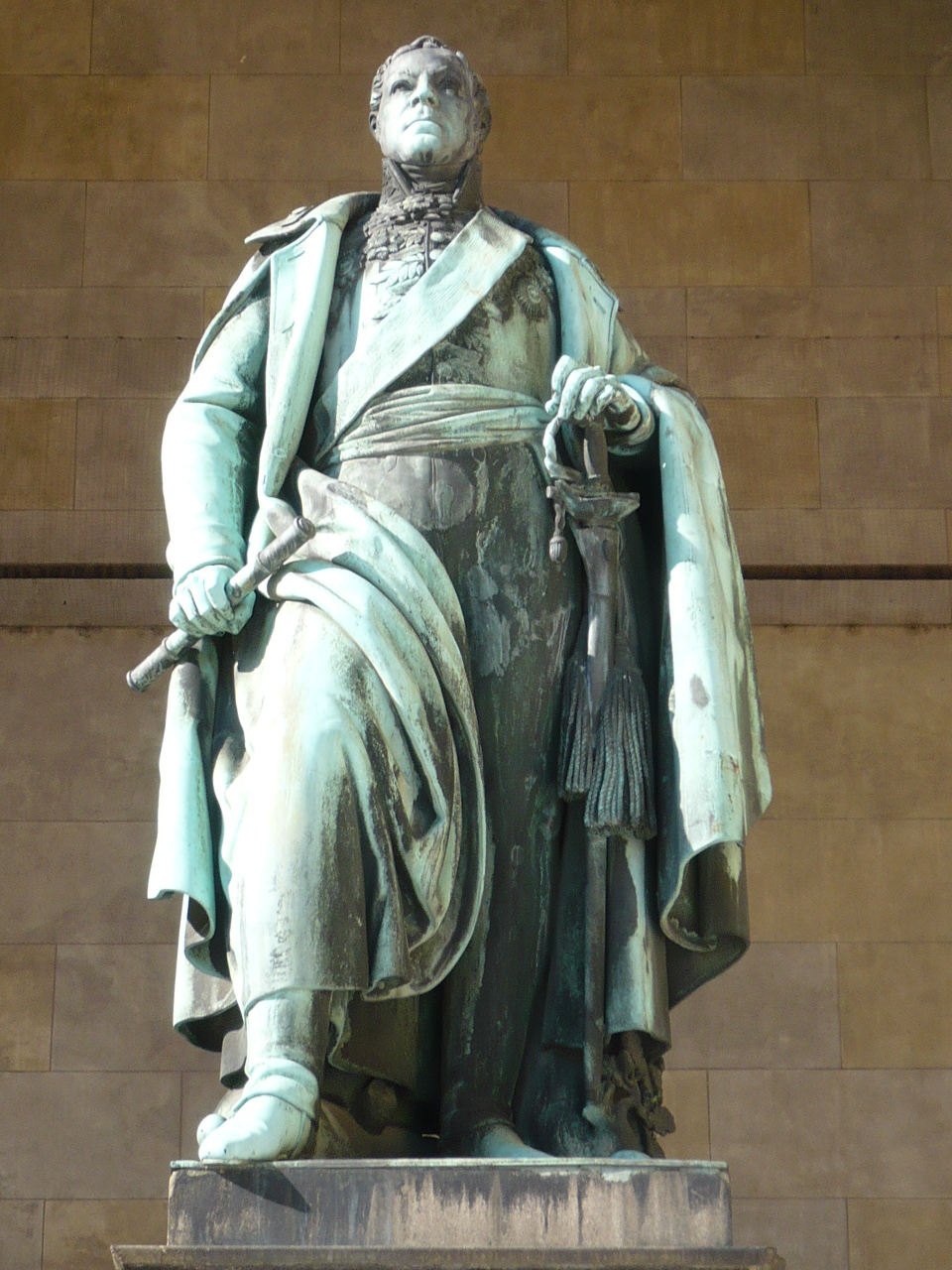
Statue du feld-maréchal von Wrede sous la Feldherrnhalle de Munich (1844)
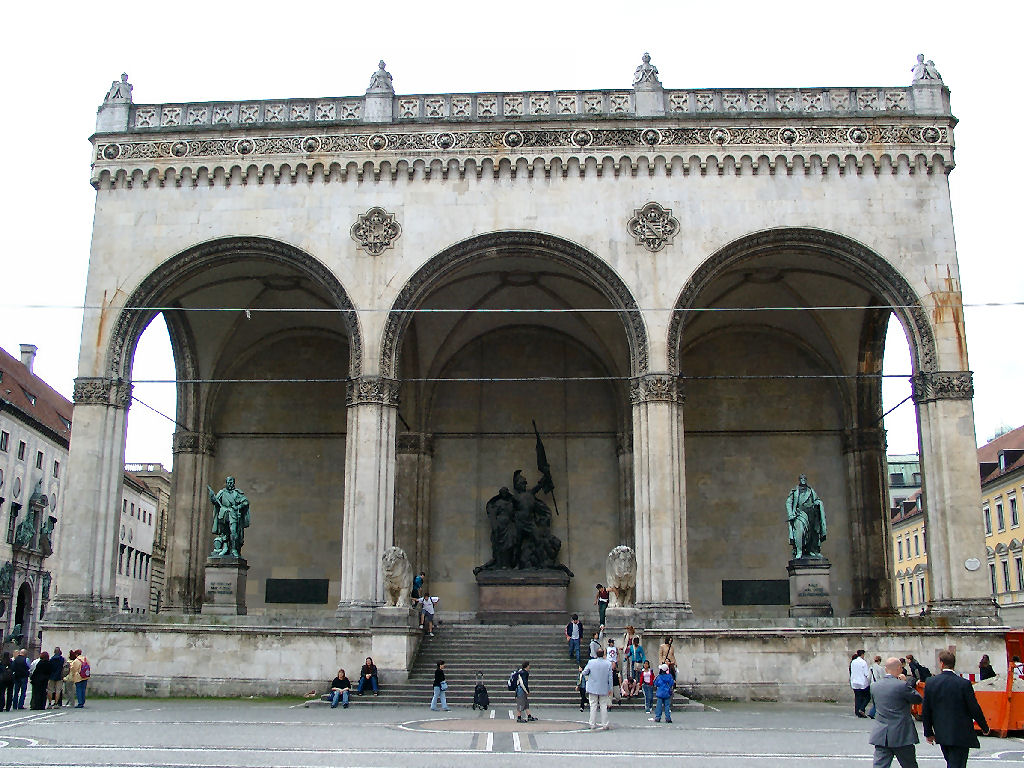
Feldherrnhalle de Munich

## Vie familiale
Fils de Ferdinand Joseph Wrede (1722 ✝ 1793), Freiherr von Wrede (1791) et de Anna Katharina Jünger (1729 ✝ 1804), Carl Philipp Joseph épouse le 18 mars 1795 à Heidelberg, Sophie von Wiser (23 mai 1771 - Mannheim ✝ 7 mai 1837 - Ellingen), fille de Johann Friedrich Heinrich, grave von Wiser et Johanna Agathe von Schweitzer.
Ensemble, ils ont huit enfants, dont :
- Amalie (15 janvier 1796 ✝ 11 septembre 1871), princesse von Wrede, mariée, le 31 août 1813 au château d'Hochaltingen (de), avec Johann Aloys III, 5e Fürst zu Œttinguen-Spielberg (de), dont postérité ;
- Carl Theodor (8 janvier 1797 - Heidelberg ✝ 10 décembre 1871 - Linz), 2e Fürst von Wrede, connu par ses tendances libérales, marié le 26 décembre 1824 à Ellingen, avec Maria Anna von Thürheim (20 juillet 1801 - Neuburg ✝ 31 octobre 1842 - Ellingen), dont :
  - Carl Friedrich (7 février 1828 - Munich ✝ 22 décembre 1897 - Ellingen), 3e Fürst von Wrede, marié, le 28 juillet 1856 à Tutzing, avec Helene von Vieregg (30 mars 1838 - Munich ✝ 21 octobre 1913 - Pähl), dont :
    - Carl Philipp Maria Gabriel (10 septembre 1862 - Ellingen ✝ 16 août 1928 - Munich), 4e Fürst von Wrede, marié, le 19 novembre 1889 à Prague, avec Maria Anna Lobkowicz (24 décembre 1867 - Prague ✝ 6 mai 1957 - Pähl), dont :
      - Zdenka (15 novembre 1892 - Munich ✝ 21 juillet 1983 - Munich), mariée ;
      - Gabriele (26 juin 1895 - Ellingen ✝ 14 novembre 1971 - Munich), mariée, le 21 mars 1922 à Munich, avec Robert (10 août 1895 - Pesch-am-Rhein ✝ 24 février 1972 - Munich), prince d'Arenberg, dont postérité ;
      - Carl Josef Maria Antonius Oskar Philipp Leonhard Melchior (12 juin 1899 - Ellingen ✝ 3 mai 1945 - Märtensmühle), 5e Fürst von Wrede, marié, le 17 juillet 1939 à Cieplice Śląskie-Zdrój, avec Sophie Hedwig Maria Anna Schaffgotsch (de) (25 mai 1916 - Cieplice Śląskie-Zdrój ✝ 6 septembre 2008 - Weissenburg in Bayern) « genannt Semperfrei (de) von und zu Kynast (de) und Greiffenstein (de) », dont :
        - Anna Gabriele (née le 11 septembre 1940 - Pähl), Fürstin von Wrede, mariée, le 15 octobre 1971 à Ellingen, avec Rudolph von Habsburg-Lothringen (né le 5 septembre 1919), archiduc d'Autriche, dont postérité ;
        - Carl Friedrich Oskar Melchior (né le 7 juin 1942 - Pähl), 6e Fürst von Wrede, marié, une première fois, il divorça (il a contracté une seconde union). De sa première union :
          - Alexandra (née le 12 mai 1970 - Munich), Fürstin von Wrede, mariée le 2 mai 1998 à Ellingen (mariage civil à Frières le 27 mars 1998), avec Carl Peter von Habsburg-Lothringen (fils issu du premier mariage de son oncle Rudolph) (né le 5 octobre 1955 - Katana), archiduc d'Autriche, dont postérité ;
          - Carl Christian (né le 6 novembre 1972 - Munich), marié le 12 juillet 2003 à Budapest (mariage civil à Ellingen le 14 juin 2003), avec Katalin Bethlen de Bethlen (née le 20 septembre 1975 - Vienne), dont postérité ;

        - Sophie (née le 16 janvier 1944 - Pähl), Prinzessin von Wrede, mariée, le 17 août 1968 à Ellingen, avec Tassilo de Garnerin de la Thuille (né le 2 avril 1937), grave von Montgelas (de), juriste, dont postérité ;

      - Ida (26 février 1909 - Munich ✝ 25 octobre 1998 - Anholt), Fürstin von Wrede, mariée, le 19 juillet 1928 à Munich, avec Nikolaus Leopold (14 février 1906 - Potsdam ✝ 15 janvier 1988 - Anholt), 8e prince zu Salm-Salm, comte Sauvage et du Rhin, divorcés en 1948, dont postérité ;
- Joseph (27 novembre 1800 - Heidelberg ✝ 26 décembre 1871 - Prosnyaksa), prince von Wrede, marié le 31 octobre 1836 avec Anastasia Petrowo-Ssolowowo (17 avril 1808 ✝ 25 décembre 1870 - Pise), dont :
  - Nikolaus (26 décembre 1837 - Saint-Pétersbourg ✝ 1er août 1909 - Gmunden), marié le 15 juin 1879 à Vienne, avec Gabriele zu Herberstein (de) (3 décembre 1851 - Graz ✝ 9 novembre 1923 - Gmunden), dont :
    - une fille, mariée, dont postérité ;

  - Anastasia (12 août 1840 - Cerlenkow ✝ 28 décembre 1912 - Wiener-Neustadt), Fürstin von Wrede, mariée, le 30 mai 1870 à Graz, avec Friedrich (3 octobre 1831 - Mühlhausen ✝ 28 août 1904 - Cobourg), grave zu Ortenburg, dont postérité ;
- Eugène (4 mars 1806 ✝ 1er mai 1845), président de la cour d'appel de la Haute-Franconie.

## Armoiries
| Figure | Blasonnement |
|        | Armes de la famille von Wrede D'or, à une couronne de laurier de sinople, fleurie de cinq roses de gueules, 1, 2 et 2. |
|        | Armes du comte de Wrede de l'Empire D'or, à une couronne de laurier de sinople, fleurie de cinq roses de gueules ; au canton des comtes militaires de l'Empire,. |
|        | Armes du prince de Wrede D'or, à une couronne de laurier de sinople, fleurie de cinq roses de gueules ; au canton des comtes militaires de l'Empire. Devise : Virtuti pro patria. Manteau de pourpre, frangé et houppé d'or, doublé d'hermine, sommé d'une couronne princière. Bâtons de feld-maréchal bavarois, croix de l'ordre militaire de Maximilien-Joseph de Bavière, de l'ordre du mérite civil de la Couronne de Bavière, de l'ordre impérial de Léopold, de l'ordre de Philippe le Magnanime de Hesse, de l'ordre du Bain et de l'ordre militaire de Guillaume. |